# Jean-Jacques Missé-Missé
Jean-Jacques Missé-Missé (Yaoundé, 7 augustus 1968) is een voormalig Kameroens profvoetballer. Missé-Missé was een aanvaller en stopte in 2004 met voetballen.

## Carrière
Missé-Missé groeide op in Yaoundé. Na een relatiebreuk nam hij het vliegtuig naar Europa, waar hij zes maanden in Parijs leefde. Missé-Missé keerde daarna terug naar Kameroen, maar waagde daarna zijn kans in België. Na een mislukte test bij KV Kortrijk tekende hij bij vierdeklasser Andenne-Seilles. Een jaar later kon hij na een geslaagde test bij AFC Ajax tekenen, maar Andenne weigerde een bod van 18 miljoen frank.
Uiteindelijk forceerde Missé-Missé een vertrek naar Sporting Charleroi. Na drie seizoenen versierde hij een transfer naar Sporting Lissabon, maar daar had hij na het snelle vertrek van zijn ex-Charleroi-trainer Robert Waseige geen toekomst meer. De club sleet hem aan Trabzonspor, waar hij snel vertrok wegens betalingsproblemen.
Na korte passages bij Dundee United en Chesterfield FC haalde La Louvière hem in 1998 terug naar België. Missé-Missé plaatste zich op het einde van het seizoen 1998/99 voor de eindronde met La Louvière, maar kreeg dan te horen dat de club helemaal niet van plan was om naar Eerste klasse te promoveren. Teleurgesteld trok Missé-Missé naar Griekenland, waar hij voor Ethnikos Asteras ging spelen. Uiteindelijk keerde hij terug naar La Louvière, dat inmiddels in Eerste klasse speelde. Missé-Missé slaagde er echter niet meer in om zijn niveau te halen bij La Louvière, dat zich concentreerde op het behoud en bijgevolg weinig aanvallend speelde. Nadien speelde Missé-Missé nog voor KV Oostende en KV Mechelen in Derde klasse.
Missé-Missé bleef na afloop van zijn profcarrière in België wonen. Hij voetbalde nog voor amateurclubs als KGR Katelijne en SK Rapid Leest.